# Howard Unruh
Howard Unruh (Camden, New Jersey, 21 januari 1921 - Trenton, New Jersey, 19 oktober 2009) was een Amerikaanse 'spreekiller'.
In de morgen van 6 september 1949 begon hij in zijn buurt in Camden opeens te schieten en doodde daarbij dertien personen. Hij gebruikte daarbij een Luger-pistool, dat hij tijdens de Tweede Wereldoorlog, toen hij als tanksoldaat aan het Europese front diende, als souvenir had meegenomen. Na een kort vuurgevecht met de politie, waarbij Unruh zelf gewond raakte, werd hij gearresteerd.
Unruh zat tot aan zijn dood in een psychiatrische instelling en is nooit strafrechtelijk veroordeeld. Al snel na zijn arrestatie bleek de voormalige oorlogsveteraan te lijden aan paranoïde en schizofrene waandenkbeelden en werd derhalve ontoerekeningsvatbaar verklaard. 
De zaak-Unruh is voor de autoriteiten in de Verenigde Staten de aanleiding geweest om meer aandacht te besteden aan de nazorg voor oorlogsveteranen. Met name militairen die in gevechtssituaties zijn geweest en die het risico lopen van een posttraumatische stressstoornis worden tegenwoordig al in een vroeg stadium psychologisch begeleid.